# Mesocyclops forbesi
Mesocyclops forbesi – wątpliwy gatunek widłonoga z rodziny Cyclopidae. Nazwa naukowa tego gatunku skorupiaków została opublikowana w 1987 roku przez zespół zoologów w składzie Najam-un-Nisa, M.S. Mahoon i M. Irfan Khan. W bazie World Register of Marine Species takson ten ma status nomen dubium.